# Caseolus hartungi
Caseolus hartungi é uma espécie de gastrópode  da família Hygromiidae.
É endémica de Portugal.